# Опека
Опека или цигла је зидни грађевни материјал који се добија формирањем, сушењем и печењем пластичне смесе глиненог материјала, песка и воде. Опека је најмасовнији производ керамичке индустрије. Правилно, термин цигла означава јединицу која се првенствено састоји од глине, али се сада такође неформално користи за означавање јединица направљених од других материјала или других хемијски очврснутих грађевинских блокова. Опеке се могу спајати малтером, лепком или преплитањем. Опеке се обично производе у цигланама у бројним класама, врстама, материјалима и величинама које варирају у зависности од региона, а производе се у великим количинама.

## Подела опека
Пуна опека, шупља, зидни блокови, монта, специјална опека...

### Пуна опека
Добија се печењем, машински или ручно обликовањем глине.

#### Услови квалитета
- Правилан облик, правилних ивица и равних страна. Димензије су 250/120/65 mm. Површина може да буде глатка и избраздана (дубина бразде макс 5 mm.)
- Пукотине у правцу дебљине су дозвољене, с тим да не буду једна насупрот другој,
- Марка пуне опеке је 7,5; 10; 15; 20 (бар 0,1 Mpa),
- Проценат упијања воде мора да износи у просеку мин 6%.
- Треба да је отпорна на мраз
- Не сме да садржи соли растворљивих у води више од 2%
- Не сме да садржи слободног живог креча у количини и величини која би штетно утицала на трајност опеке, односно довела до распадања и оштећења
- Складиштење се врши у правилним слојевима, по маркама. Испоручује се са амбалажом или без ње, али се утовар и истовар обављају без бацања.

### Фасадна пуна опека од глине
Фасадне пуне опеке су елементи од печене глине. Марке опеке су: 10, 15, 20 [бар 0,1 Mpa]. Намењене су изради спољних и унутрашњих зидова који се не малтеришу.

#### Услови квалитета
- Могу бити природне боје или површински обрађене (ангобиране, рељефне итд.)
- Морају бити облика правоугаоног паралелопипеда, 250/120/65 (55) mm, правих оштрих ивица, равних страна, а могу имати и заобљене ивице,
- Морају имати по две суседне бочне површине чисто израђене
- Површине могу бити равне, браздане или жлебљене.
- Окрњене ивице или рогљеви дозвољавају се на три места у дубини 15 mm с тим да се не смеју налазити на двема видљивим (у уграђеном стању) странама<
- На видљивим површинама не сме да буде прслина и пукотина
- Видљиве површине не смеју да буду искривљене
- Упијање воде мора да износи најмање 6% а највише 18%
- Морају бити постојане на мразу
- Опеке не смеју садржавати слободног креча који би штетно утицао на њихову трајност и естетски изглед
- Не смеју садржавати соли које када их вода раствори могу изазвати исцветавање и на видљивим површинама. Соли растворљивих у води не сме бити више од 0,1%.

### Радијалне опеке
Радијалне опеке су пуне опеке или опеке са вертикалним рупама израђене од печене глине. Намењене су за израду слободно стојећих кружних димњака свих пречника и висина као и бункера, силоса и других објеката.
Услови квалитета рупе у опеци могу да буду кружне или сличног облика, укупне површине рупа не смеју да износе више од 12% целокупне лежишне површине. Марка и врста квалитета радијане опеке одрађена је просечно и најмањом појединачном чврстоћом на притисак на бруто површину опеке мора бити у границама вредности:
- Просечна чврстоћа на притисак 20 Mpa, а појединачна најмање 17 Mpa или просечна 15 Mpa, а појединачна 12 Mpa.

### Порозна опека
Порозност опеке се постиже додавањем глиненој маси у току израде опеке, лако сагоривих материјала (нпр. дрвена струготина)
Ова опека има велики број равномерно распоређених пора и шупљина у својој маси који јој дају особине доброг топлотног и звучног изолатора. Због своје структуре има малу запреминску тежину и малу чврстоћу на притисак. Упија воду и неотпорна је на мраз.
Могу се употребити за зидање неоптерећених и оптерећених унутрашњих зидова.

### Шупље опеке и блокови од глине
Шупље опеке и блокови од глине су елементи од печене глине са вертикалним или хоризонталним шупљинама. Намењене су за израду спољашњих и унутрашњих зидова. Према распореду шупљина блокови се разврставају у две врсте и то :
1. Опеке, блокови са вертикалним шупљинама управним на лежишне равни
2. Опеке и блокови са хоризонталним шупљинама које су постављене паралелно са лежишним равнима.

#### Услови квалитета
- Морају бити облика правоугаоног или квадратног паралелопипеда, правих ивица
- Бочне стране морају бити равне, а могу бити и глатке или браздане (ради бољег примања малтера)
- Облик пресека шупљина за обе врсте опека и блокова је произвољан а може бити квадратан, правоугаон, кружан, овалан итд., док су мере пресека шупљина опека и блокова са вертикалним шупљинама ограничене.
- На двема супротним бочним површинама блокови са вертикалним шупљинама могу имати жлебове за делимично заливање вертикалних спојница
- Опеке и блокови морају да упијају воду најмање 8%
- Не смеју садржати слободног креча

## Историја

### Средњи исток и јужна Азија
Најраније цигле су биле сушене цигле, што значи да су оне биле формиране од глинастог земљишта и осушене (обично на сунцу) док нису постале довољно чврсте за употребу. Најстарије откривене цигле, оригинално направљене од обликованог блата које потичу од пре 7500. п. н. е., нађене су код Тел Асвада, у горњем делу региона Тигрис и на југоистоку Анатолије у близини Дијарбакира.
Конструкција од ћерпича коришћена је у Чатал Хојук око 7.400. п. н. е.
Конструкције од ћерпич, које датирају од око 7.200. п. н. е. налазе се у Јерихону, у долини Јордана. Ове конструкције су грађене од прве цигле димензија 400x150x100 mm.
Између 5000. и 4500. године пре нове ере, Месопотамија је открила печену циглу. Стандардне величине цигле у Месопотамији следиле су опште правило: ширина сушене или спаљене цигле би била двоструко већа од њене дебљине, а њена дужина би била двоструко већа од ширине.
Јужно Азијски становници Мергара су такође конструисали, и живели у кућама од на-ваздуху-сушеног ћерпича између 7000–3300. п. н. е. Други скорији налази, који потичу из периода између 7.000 и 6.395. п. н. е., су из Јерихона, Чатал Хојука, античке египатске тврђаве Бухен, и древних градова долине Инда Мохенџо-даро, Харапа, и Мергар. Керамика, или печена опека је кориштена још од 3000. п. н. е. у раним градовима долине Инда, као што је Калибанган.
Средином трећег миленијума пре нове ере дошло је до успона монументалне архитектуре од печене цигле у градовима Инда. Примери укључују Велико купатило у Мохенџо-дару, ватрене олтаре у Калибангану и житницу у Харапа. Постојала је униформност величина цигле у целом региону долине Инда, у складу са односом дебљине, ширине и дужине 1:2:4. Како је цивилизација Инда почела да пропада почетком другог миленијума пре нове ере, Харапци су мигрирали на исток, ширећи своје знање о технологији прављења цигли. То је довело до успона градова као што су Паталипутра, Каусамби и Јуџајин, где је постојала огромна потражња за циглама направљеним у пећима.

### Кина
Најраније печене цигле појавиле су се у неолитској Кини око 4400. године пре нове ере у Ченгтоушану, насељу ограђеном зидовима културе Дакси. Ове цигле су направљене од црвене глине, печене са свих страна до температуре изнад 600 °C, и коришћене су као подови за куће. До Ђуђалиншког периода (3300. п. н. е.), печене цигле су коришћене за поплочавање путева и као темељ за изградњу у Ченгтоушану.
Према Лукасу Никелу, употреба керамичких комада за заштиту и декорацију подова и зидова датира на разним културним местима у периоду од 3000-2000 година пре нове ере, а можда и раније, али ове елементе треба пре квалификовати као плочице. Најдуже су се градитељи ослањали на дрво, блато и набијену земљу, док печена цигла и ћерпич нису имали никакву структурну улогу у архитектури. Правилна конструкција од цигле, за подизање зидова и сводова, коначно се јавља у трећем веку пре нове ере, када се печена цигла правилног облика почела да се користити за сводове подземних гробница. Гробнице од шупљих цигли су постале популарније јер су градитељи били приморани да се прилагоде због недостатка лако доступног дрвета или камена. Најстарија постојећа грађевина од цигле изнад земље је вероватно пагода Сонгјуе, датирана на 523. годину.